# Manuel Ancízar
Manuel Esteban Ancízar Basterra (Fontibón, 25 de diciembre de 1812 - Bogotá, 21 de mayo de 1882), fue un escritor, polímata, periodista educador, diplomático y político colombiano de origen español.
Miembro del Partido Liberal Colombiano. Fue un destacado abogado, viviendo sus primeros años en Cuba a causa de la guerra de independencia en su natal Colombia, luego viviendo en Estados Unidos, y radicándose en Venezuela, donde hizo sus primeros años de carrera profesional.
Como académico, Ancízar fue profesor en las universidades del Rosario (donde se le ofreció la rectoría pero la rechazó por enfermedad), y la Nacional de Colombia, que fue fundada con apoyo de su cuñado, y de la cual llegó a ser su primer rector.
En el ámbito político, Ancízar era adepto al liberalismo radical de Manuel Murillo Toro, y de hecho, era masón. Luchó como liberal contra el gobierno conservador de Mariano Ospina Rodríguez. Ocupó la cancillería en tres ocasiones.

## Biografía

### Orígenes y exilio en Cuba
Manuel Esteban Ancízar Basterra nació en la hacienda El Tintal, en el municipio de Fontibón, cerca a Bogotá, el día de Navidad de 1812, en el seno de una familia de peninsulares (español nacido en España) cercanos al virrey de España. Su padre, el virrey español Amar y Borbón y la esposa del virrey, estaban encarcelados desde 1811, luego de que la Suprema Junta de Santafé les arrebatara el poder a los virreyes. 
A los seis años él y su familia huyeron a Cuba a causa de la guerra de independencia en Latinoamérica.
En 1831 obtuvo el título de bachiller en derecho civil de la Real y Pontificia Universidad de San Jerónimo regentada por los religiosos dominicos en La Habana. Por esta época publicó en el Diario de La Habana su Estudio de Filosofía. En 1834 presentó la tesis de grado ante la Academia de Jurisprudencia de San Fernando y obtuvo el grado en Derecho Canónico. Es nombrado profesor sustituto de cátedra de derecho romano-hispánico. En 1837 participó en las primeras conspiraciones para tratar de obtener la independencia de este país y es acusado por conspirar contra el gobierno español. En 1838 ingresó a la Orden Masónica.
En 1839 viajó a Estados Unidos a causa de los desacuerdos con la autoridad española en la isla. Durante un año recorrió el país. ˈ

### Vida en Venezuela
En 1839 regresó a Latinoamérica y se radicó en Caracas donde hizo parte del colegio de abogados del país. Participó en septiembre de 1840 en la creación de la sociedad literaria Liceo Venezolano. En el Colegio de la Independencia tuvo a su cargo la cátedra de filosofía y reemplazó al literato Fermín Toro.
En 1841 es nombrado rector del Colegio Nacional de Carabobo en Valencia. Ese mismo año fundó el periódico El Siglo. También allí fomentó la creación de la Biblioteca Nacional de Venezuela. Se propuso hacer realidad el decreto 1833 que trataba la creación de una biblioteca nacional. Como presidente de la sociedad literaria expresó su intención al secretario del interior de Venezuela, Ángel Quintero y en enero de 1841 se anunció, por parte del secretario de la asociación, que:

desde el 19 de abril quedarán colocados en uno de los salones del segundo cuerpo de San Francisco los libros que ha reunido el Liceo Venezolano como base para la formación de una biblioteca nacional.

### Regreso a Colombiaː Secretario de Relaciones Exteriores (1847-1848)
En 1842 con Lino de Pombo participó en los acuerdos limítrofes y territoriales entre Nueva Granada y Venezuela.
En 1847 regresó a Bogotá al ser nombrado por el presidente Tomás Cipriano de Mosquera secretario de Relaciones Exteriores de Nueva Granada. Participó con Florentino González como consejero en los asuntos relacionados con los contratos de navegación en el Río Magdalena y la promoción de leyes para fomentar la inmigración extranjera al país. Fundó la editorial y periódico El Neo-Granadino, que más tarde vendió a Manuel Murillo Toro y la Sociedad Filarmónica de Bogotá y la Academia de Ciencias y Bellas Artes.
En 1848 interviene en la creación del Instituto Caldas proyecto con el presidente Mosquera destinado a la preservación de la moral, la difusión de la instrucción primaria i el desarrollo de la industria en el pueblo granadino
En 1850 se une a la Comisión Corográfica encargándose de las descripciones y estadísticas. El objetivo de esta comisión era realizar un profundo estudio de la geografía, cartografía, recursos naturales, historia natural, cultura y economía del país. Durante su participación sus temas de interés fueron diversos: vestido, costumbres, música, culturas típicas regionales, recursos naturales, cultivos, paisajes instrucción política y relación de las personas con la iglesia.
A raíz de su participación en dicha empresa científica escribió uno de los libros más importantes de Colombia en el siglo XIX, La peregrinación del Alpha por las provincias del norte de la Nueva Granada en 1850-1851 (Alpha era el seudónimo de Ancízar), con el que propone crear una nueva cultura colombiana basada en las raíces indias y españolas. En el libro plantea un análisis holístico de toda la sociedad colombiana de la época. En 1851 abandonó la Comisión al ser nombrado encargado de negocios ante Ecuador y hacerse cargo de conflictos fronterizos con Brasil, Ecuador y Perú Emprendió el viaje de Bogotá hacia Guayaquil el 15 de enero de 1852.
En 1855 regresó a la Nueva Granada. Es vinculado a la Universidad del Rosario como profesor de economía así como a la Sociedad Geográfica de París. En 1859 participó públicamente contra el gobierno de Mariano Ospina Rodríguez defendiendo las ideas radicales. En 1861 fue nombrado Director de Crédito Nacional, subsecretario de Hacienda y secretario de Relaciones Exteriores.

### Inicios de la Universidad Nacional de Colombia
En 1864 José María Samper, presentó un proyecto de Ley al Congreso, de lo que llamó Universidad Nacional de los Estados Unidos de Colombia. En 1867 se creó el Instituto Nacional de Ciencias y Artes. El paso definitivo en la fundación de la Universidad se dio cuando el 22 de septiembre de 1867 el Congreso expidió la Ley 66 que creó la Universidad Nacional de los Estados Unidos de Colombia.
En 1868 se expidió el Estatuto Orgánico, se abrieron las primeras escuelas y fue elegido el primer rector de la universidad, Ezequiel Rojas, quien no aceptó el cargo por motivos de salud, y fue nombrado en su reemplazo Manuel Ancízar, convirtiéndose en uno de los fundadores de la Universidad Nacional de Colombia y en el primer rector del claustro. Bajo su administración son publicados los Anales de la Universidad Nacional.

### Últimos años
Fue miembro fundador de la Sociedad Colombiana de Ingenieros y de la Academia Vásquez en el año de 1873. Muere en Bogotá el 22 de mayo de 1882 tiempo después de ser nombrado rector de la Universidad del Rosario cargo que no puede asumir por cuestiones de enfermedad.
Parte de su biblioteca fue donada a la Biblioteca Nacional de Colombia. El fondo Manuel Ancízar consta de 107 volúmenes escritos en español, inglés y francés. Es rico en obras sobre derecho internacional, marítimo y mercantil, y cuenta con títulos sobre historia, geografía y economía colombianas. También se encuentran códigos, ordenanzas, decretos, leyes, reglamentos, informes, entre otros documentos legales.

## Familia
Manuel Esteban Ancízar Basterra era hijo de los españoles José Francisco Ancízar Zabaleta y de su esposa Juana Bernarda Basterra y Abaurrea, siendo sus hermanos...

### Matrimonio y descendencia
Pese a que Manuel no era miembro de la élite colombiana, su matrimonio lo ayudó a ingresar a los círculos de poder en su país. Manuel Ancízar contrajo nupcias el 4 de julio de 1857 con la poetisa y escritora colombiana Agripina Samper Agudelo, con quien engendró a sus hijos Jorge, Manuel, Roberto, Pablo e Inés Ancízar Samper.
Su esposa era hija del empresario José María Samper Blanco y de María Tomasa Agudelo y Tafur, siendo hermana del político Miguel (de quien descienden los hermanos Ernesto y Daniel Samper Pizano), y del escritor José María Samper Agudelo (casado con la también escritora Soledad Acosta, hija del militar y polímata Joaquín Acosta). Son por esta línea sobrinos de su esposa los hermanos Samper Brush (Antonio, Joaquín, José María, Manuel, Santiago y Tomás Samper Brush), y la monja Bertilda Samper Acosta.

Su hijo mayor se casó con Elis Sordo Menéndez, Manuel con , Roberto con su parienta Josefina Samper Uribe, y Manuel con otra parienta, Eloísa Gutiérrez Samper.

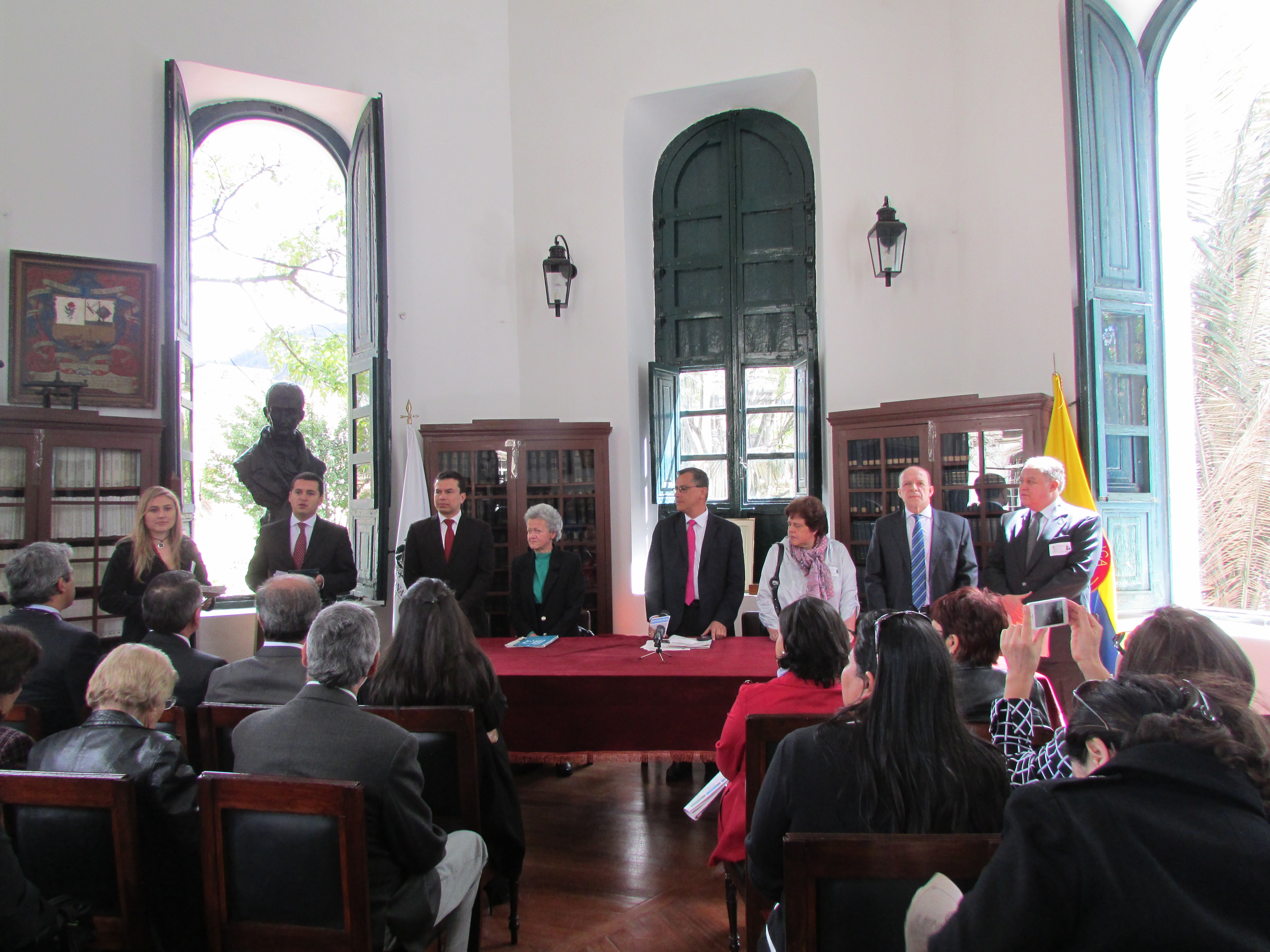
Recepción del Archivo Ancizar. Universidad Nacional de Colombia

## Donación del archivo Ancizar
La Universidad Nacional de Colombia recibió la donación del archivo personal de manos de Isabel Ancizar Duque, bisnieta de Manuel Ancizar, quien lo clasificó, custodió y estudió por más de 45 años. El proceso de donación tomó más de un año. La Universidad Nacional de Colombia recibió el acervo a manera de colección mediante resolución de Rectoría n.º 000779 de 2013.

## Reconocimientos
- En 1953 es homenajeado con un sello postal con su imagen.
- Un edificio de la Universidad Nacional de Colombia, sede Bogotá, lleva su nombre.
- La Universidad Nacional de Colombia, sede Bogotá, creó la cátedra Manuel Ancízar, llamada así en homenaje a su primer rector. Esta cátedra, que comenzó a dictarse en el segundo semestre de 1994, obedece a los postulados de calidad, interdisciplinariedad, vínculo entre investigación y docencia, rigor académico y apertura a distintas perspectivas de análisis sobre problemas de reconocido interés para las diferentes áreas en que se desenvuelve la actividad universitaria.[14]
- La Universidad Nacional de Colombia creó en noviembre de 2013 las tipografías Ancízar Sans & Serif en su honor.[15]
- En el año 2019, la Universidad Nacional de Colombia editó el libro La peregrinación del Alpha, a través de la Colección editorial de la Rectoría: Obras Escogidas. El lanzamiento se realizó en el marco de la Feria del Libro 2019.